# Ordine di battaglia dell'esercito francese nella battaglia di Waterloo
ARMEE DU NORD

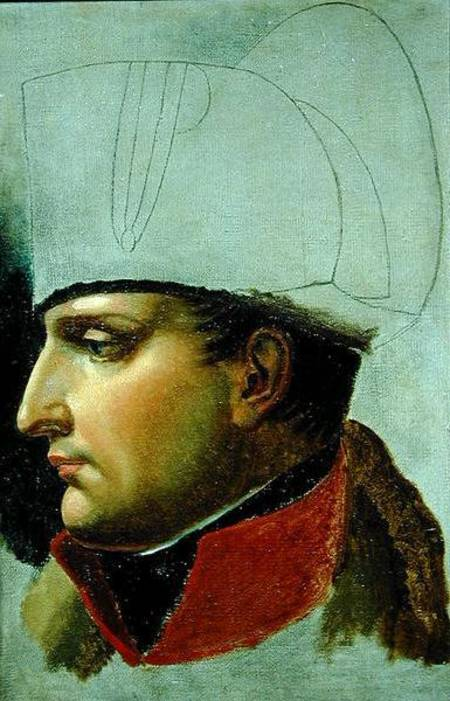
Napoleone Bonaparte.

Comandante supremo: Napoleone Bonaparte
Gran Maresciallo di Palazzo: generale Henri Gatien Bertrand

Aiutanti di campo: generali Charles de la Bédoyère, Lebrun, Drouot, Corbineau, de Flahaut, Dejean, Bernard

Ufficiali d'ordinanza: colonnello Gaspard Gourgaud e dodici ufficiali
Capo di stato maggiore (major-general): maresciallo Nicolas Soult

Capo dello stato maggiore generale: generale François Gédéon Bailly de Monthion
Comandante dell'artiglieria: generale Charles-Étienne-François Ruty

Comandante dei genieri: generale Rogniat

Comandante del servizio topografico: colonnello Bonne

Comandante della gendarmeria: generale Radet

Comandante del servizio di sanità: chirurgo in comando Percy
Comandante dell'ala sinistra dell'armata: maresciallo Michel Ney
Guardia Imperiale

Comandante: generale Antoine Drouot
- Vecchia Guardia

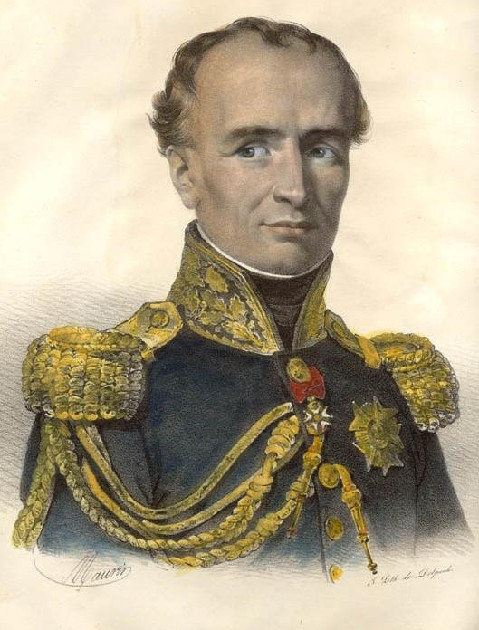
Generale Antoine Drouot

  - Granatieri (generali Louis Friant e François Roguet)  
    - 1º Reggimento granatieri (generale Petit)
    - 2º Reggimento granatieri (generale Christiani)
    - 3º Reggimento granatieri (generale Poret de Morvan)
    - 4º Reggimento granatieri (generale Harlet), solo il I battaglione

  - Cacciatori (generali Charles Antoine Morand e Claude-Étienne Michel)
    - 1º Reggimento cacciatori (generale Pierre Cambronne)
    - 2º Reggimento cacciatori (generale Pelet)
    - 3º Reggimento cacciatori (generale Mallet)
    - 4º Reggimento cacciatori (generale Henrion)
- Giovane Guardia (generali Guillaume Philibert Duhesme e Pierre Barrois)
  - 1ª Brigata (generale Chartrand)  
    - 1º Reggimento Tirailleurs
    - 1º Reggimento Voltigeurs

  - 2ª Brigata (generale Guye)  
    - 3º Reggimento Tirailleurs
    - 3º Reggimento Voltigeurs
- Cavalleria della Guardia (maresciallo Édouard Adolphe Casimir Joseph Mortier, non presente a Waterloo)
  - Cavalleria leggera (generale Charles Lefebvre-Desnouettes)
    - Lancieri (generale de Colbert)
    - Cacciatori a cavallo (generale Lallemand)

  - Cavalleria di riserva (generale Claude Étienne Guyot)
    - Granatieri a cavallo (generale Dubois)
    - Dragoni (generale Ornano)
    - Gendarmi scelti (generale d'Autancourt)
- Artiglieria della Guardia (generale Desvaux de Saint-Maurice)
  - Artiglieria a piedi (generale Lallemand)
    - tredici batterie

  - Artiglieria a cavallo (colonnello Duchand)
    - tre batterie

I Corpo d'armata

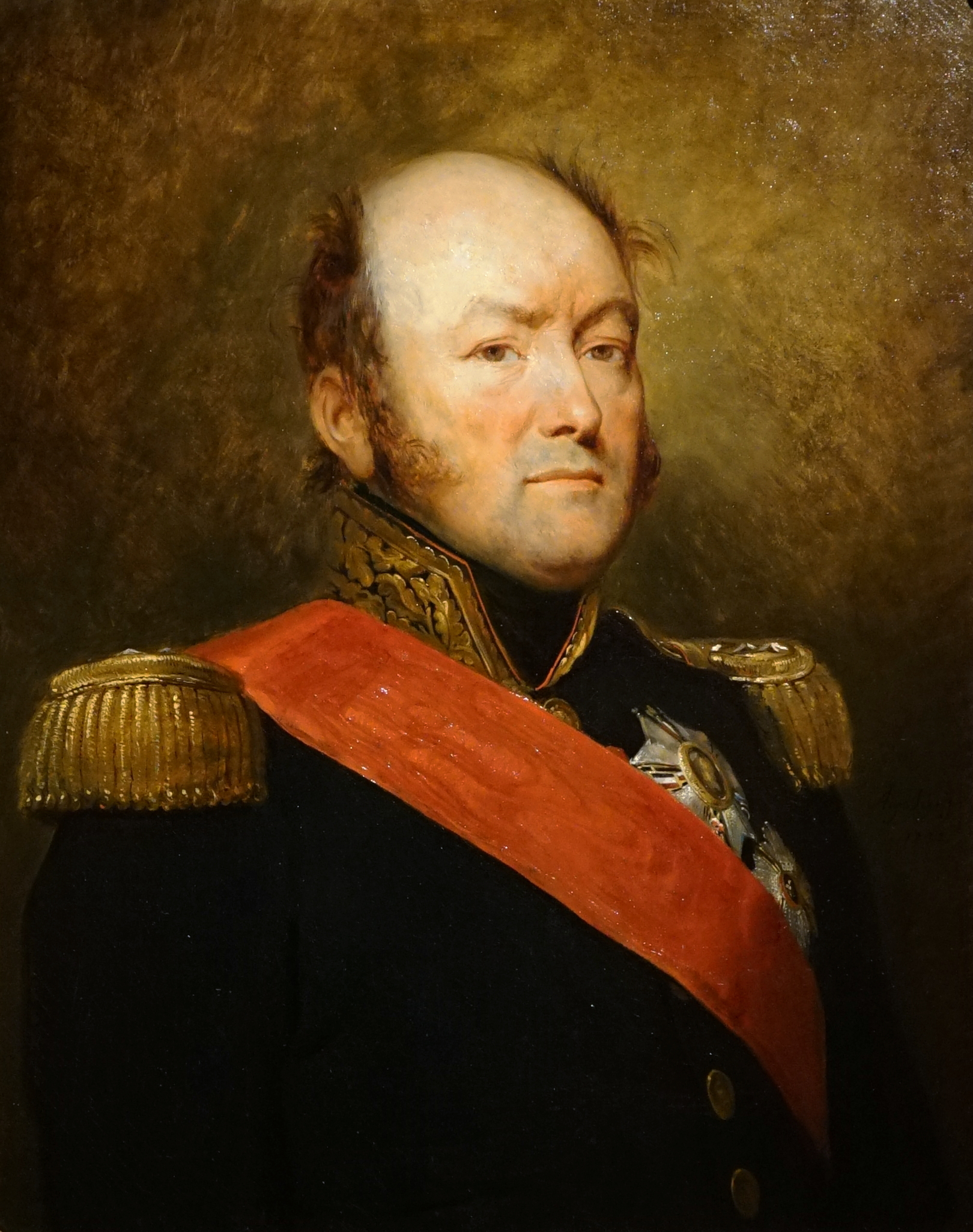
Generale Jean-Baptiste Drouet d'Erlon

Comandante: generale Jean-Baptiste Drouet d'Erlon
- 1ª Divisione (generale Jacques Alexandre Allix de Vaux, assente e sostituito dal generale Joachim Jérôme Quiot du Passage)
  - Brigata Quiot  
    - 54º Reggimento di linea
    - 55º Reggimento di linea

  - Brigata Burgeois
    - 28º Reggimento di linea
    - 105º Reggimento di linea
- 2ª Divisione (generale François-Xavier Donzelot)
  - Brigata Schmitz
    - 13º Reggimento leggero
    - 17º Reggimento di linea

  - Brigata Aulard
    - 19º Reggimento di linea
    - 31º Reggimento di linea
- 3ª Divisione  (generale Pierre-Louis Binet de Marcognet)
  - Brigata Nogués
    - 21º Reggimento di linea
    - 46º Reggimento di linea

  - Brigata Grenier
    - 25º Reggimento di linea
    - 45º Reggimento di linea
- 4ª Divisione  (generale Pierre François Joseph Durutte)
  - Brigata Pégot
    - 8º Reggimento di linea
    - 29º Reggimento di linea

  - Brigata Brue
    - 85º Reggimento di linea
    - 95º Reggimento di linea
- 1ª Divisione di cavalleria  (generale Charles-Claude Jaquinot)
  - Brigata Bruno
    - 7º Reggimento ussari
    - 3º Reggimento cacciatori a cavallo

  - Brigata Gobrecht
    - 3º Reggimento lanceri
    - 4º Reggimento lanceri
- Artiglieria (generale Desales)
  - sei batterie

II Corpo d'armata

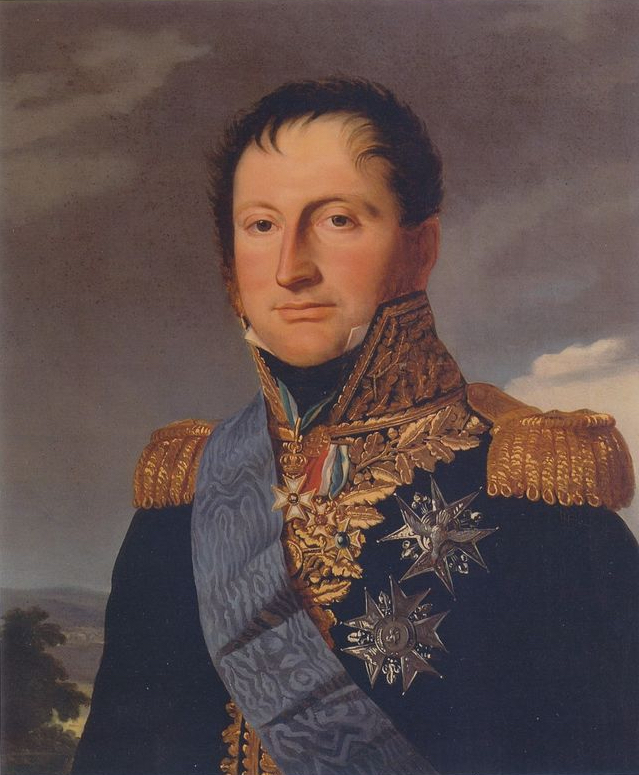
Generale Honoré Charles Reille

Comandante: generale Honoré Charles Reille
- 5ª Divisione (generale Gilbert Desiree Joseph Bachelu)
  - Brigata Husson  
    - 2º Reggimento leggero
    - 61º Reggimento di linea

  - Brigata Campi
    - 72º Reggimento di linea
    - 108º Reggimento di linea
- 6ª Divisione (principe Girolamo Bonaparte)
  - Brigata Bauduin
    - 1º Reggimento leggero
    - 3º Reggimento di linea

  - Brigata Soye
    - 1º Reggimento di linea
    - 2º Reggimento di linea
- 9ª Divisione  (generale Maximilien Sébastien Foy)
  - Brigata Gauthier
    - 92º Reggimento di linea
    - 93º Reggimento di linea

  - Brigata Jamin
    - 4º Reggimento leggero
    - 100º Reggimento di linea
- 2ª Divisione di cavalleria  (generale Hippolyte Piré)
  - Brigata Hubert
    - 1º Reggimento cacciatori a cavallo
    - 6º Reggimento cacciatori a cavallo

  - Brigata Wathiez
    - 5º Reggimento lanceri
    - 6º Reggimento lanceri
- Artiglieria (generale Pelletier)
  - sei batterie

VI Corpo d'armata

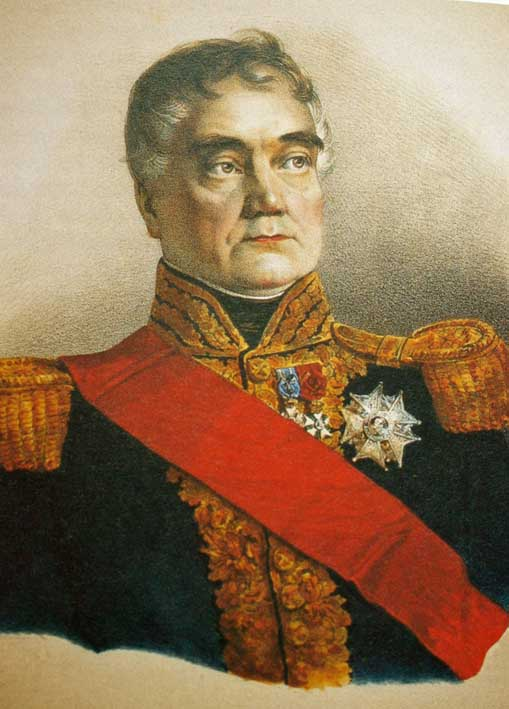
Generale Georges Mouton conte di Lobau

Comandante: generale Georges Mouton conte di Lobau
- 19ª Divisione (generale Francois-Martin-Valentin Simmer)
  - Brigata Bellair  
    - 5º Reggimento di linea
    - 11º Reggimento di linea

  - Brigata Jamin
    - 27º Reggimento di linea
    - 84º Reggimento di linea
- 20ª Divisione (generale Jean-Baptiste Jeanin)
  - Brigata Bony
    - 5º Reggimento leggero
    - 10º Reggimento di linea

  - Brigata de Tromelin
    - 107º Reggimento di linea
- Artiglieria (generale Noury)
  - quattro batterie

RISERVA DI CAVALLERIA
III Corpo

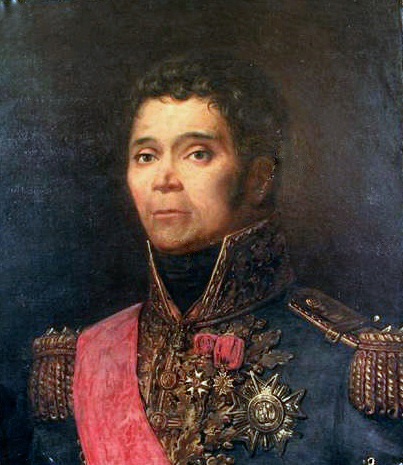
Generale François Étienne Kellermann

Comandante: generale François Étienne Kellermann
- 11ª Divisione di cavalleria  (generale Samuel-François Lhéritier)
  - Brigata Picquet
    - 2º Reggimento dragoni
    - 7º Reggimento dragoni

  - Brigata Guiton
    - 8º Reggimento corazzieri
    - 11º Reggimento corazzieri
- 12ª Divisione di cavalleria  (generale Nicolas-François Roussel d'Hurbal)
  - Brigata Blancard
    - 1º Reggimento carabinieri
    - 2º Reggimento carabinieri

  - Brigata Donop
    - 2º Reggimento corazzieri
    - 3º Reggimento corazzieri

IV Corpo

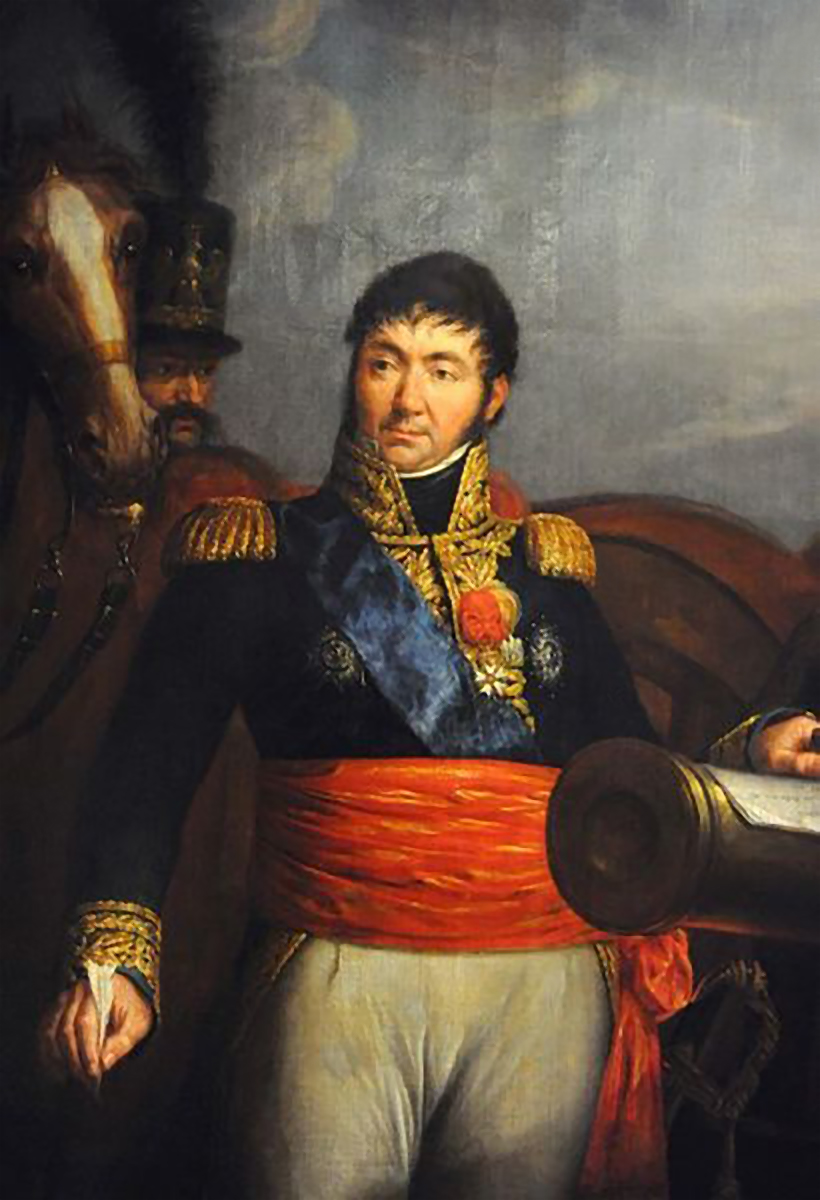
Generale Édouard Jean-Baptiste Milhaud

Comandante: generale Édouard Jean-Baptiste Milhaud
- 13ª Divisione di cavalleria  (generale Pierre Watier)
  - Brigata Dubois
    - 1º Reggimento corazzieri
    - 4º Reggimento corazzieri

  - Brigata Travers
    - 7º Reggimento corazzieri
    - 12º Reggimento corazzieri
- 14ª Divisione di cavalleria  (generale Jacques-Antoine-Adrien Delort)
  - Brigata Vial
    - 5º Reggimento corazzieri
    - 10º Reggimento corazzieri

  - Brigata Farine
    - 6º Reggimento corazzieri
    - 9º Reggimento corazzieri
- 3ª Divisione di cavalleria  (generale Jean-Simon Domon), distaccata dal III corpo d'armata
  - Brigata Dommanget
    - 4º Reggimento cacciatori a cavallo
    - 9º Reggimento cacciatori a cavallo

  - Brigata Vinot
    - 12º Reggimento cacciatori a cavallo
    - 6º Reggimento lanceri
- 5ª Divisione di cavalleria  (generale Jacques Gervais, barone di Subervie), distaccata dal I corpo di cavalleria
  - Brigata de Colbert
    - 1º Reggimento lancieri
    - 2º Reggimento lancieri

  - Brigata Merlin de Douai
    - 11º Reggimento cacciatori a cavallo